# Thelaziidae
Die Thelaziidae sind eine Familie der Rollschwänze mit über 80 Arten. Sie sind Parasiten der Augen bei Säugetieren und Vögeln,, außer Thylaconema sigmura, der in der Körperhöhle von Vögeln vorkommt.

## Merkmale
Thelaziidae sind Thelazioidea, bei denen die Mundkapsel oder der Pharynx gut entwickelt sind, letzterer aber nicht deutlich verlängert ist. Sie sind mehrheitlich Parasiten der Augen bei Säugetieren und Vögeln.

## Systematik
In der aktuellen Systematik von Hodda (2022) wird die Familie in zwei Unterfamilien mit insgesamt sieben Gattungen gegliedert:
- Oxyspirurinae Skrjabin, 1916 (Chabaud, 1975)
  - Oxyspirura Draesche in Stossich, 1897
- Thelaziinae Railliet, 1910 (Skrjabin, 1915)
  - Ceratospira Schneider, 1866
  - Hempelia Vaz, 1937
  - Pancreatonema McVicar & Gibson, 1975
  - Pericyema Railliet, 1925
  - Thelazia Bosc in Blainville, 1819
  - Thylaconema Chandler, 1929